# Altavalle
Altavalle é uma comuna italiana da província autônoma de Trento, região do Trentino-Alto Ádige. Foi criada em 1 de janeiro de 2016 com a fusão das antigas comunas de Faver, Grauno, Grumes e Valda.
Possui cerca de 1 635 habitantes e estende-se por uma área de 33,56 km², tendo uma densidade populacional de 48,7 hab/km². Faz divisa com Capriana, Cembra Lisignago, Salorno (Bolzano), Segonzano e Sover.

## Galeria

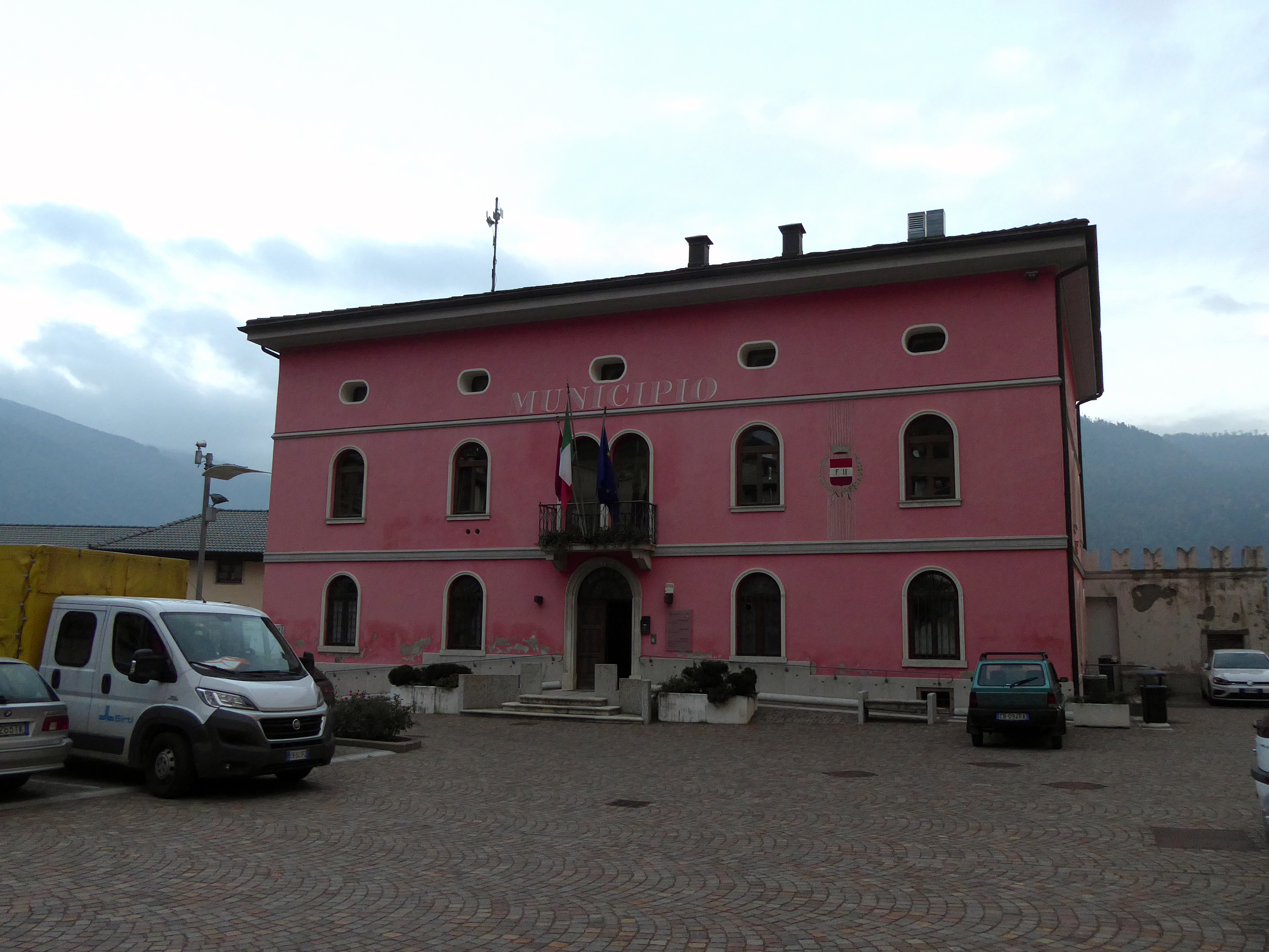
Foto da prefeitura em Fever
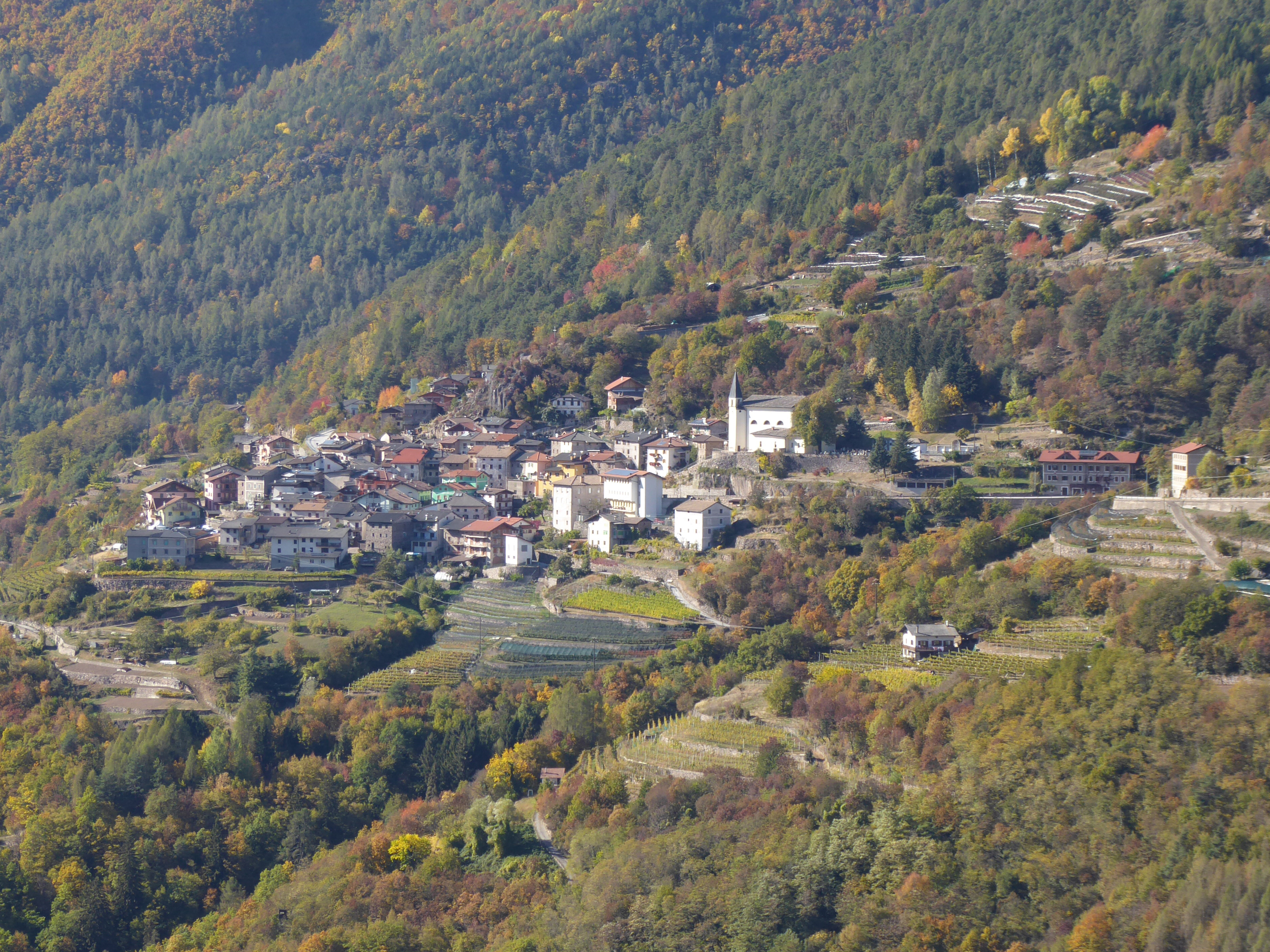
Foto panoramica de Grauno
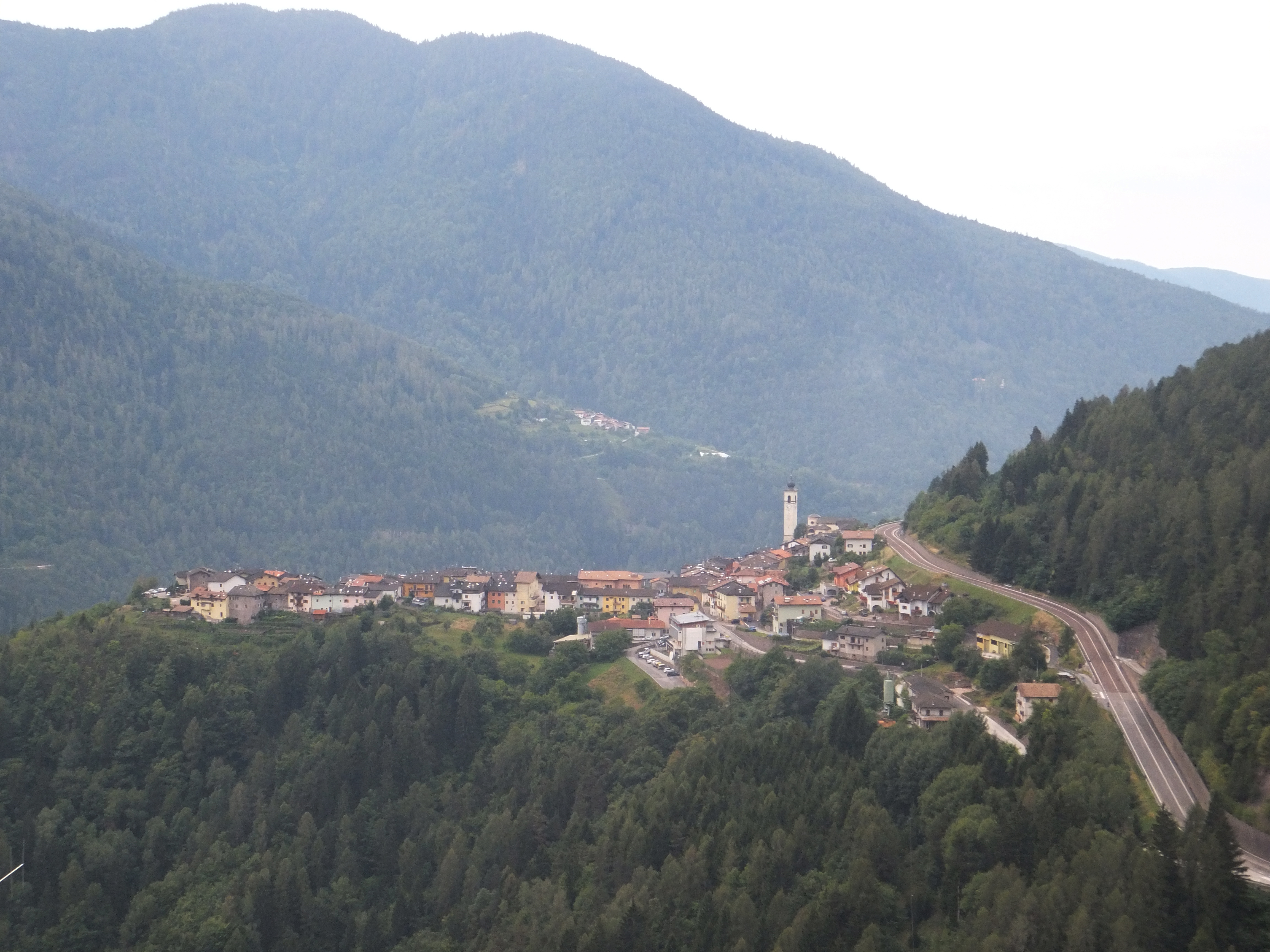
Foto panoramica de Grumes
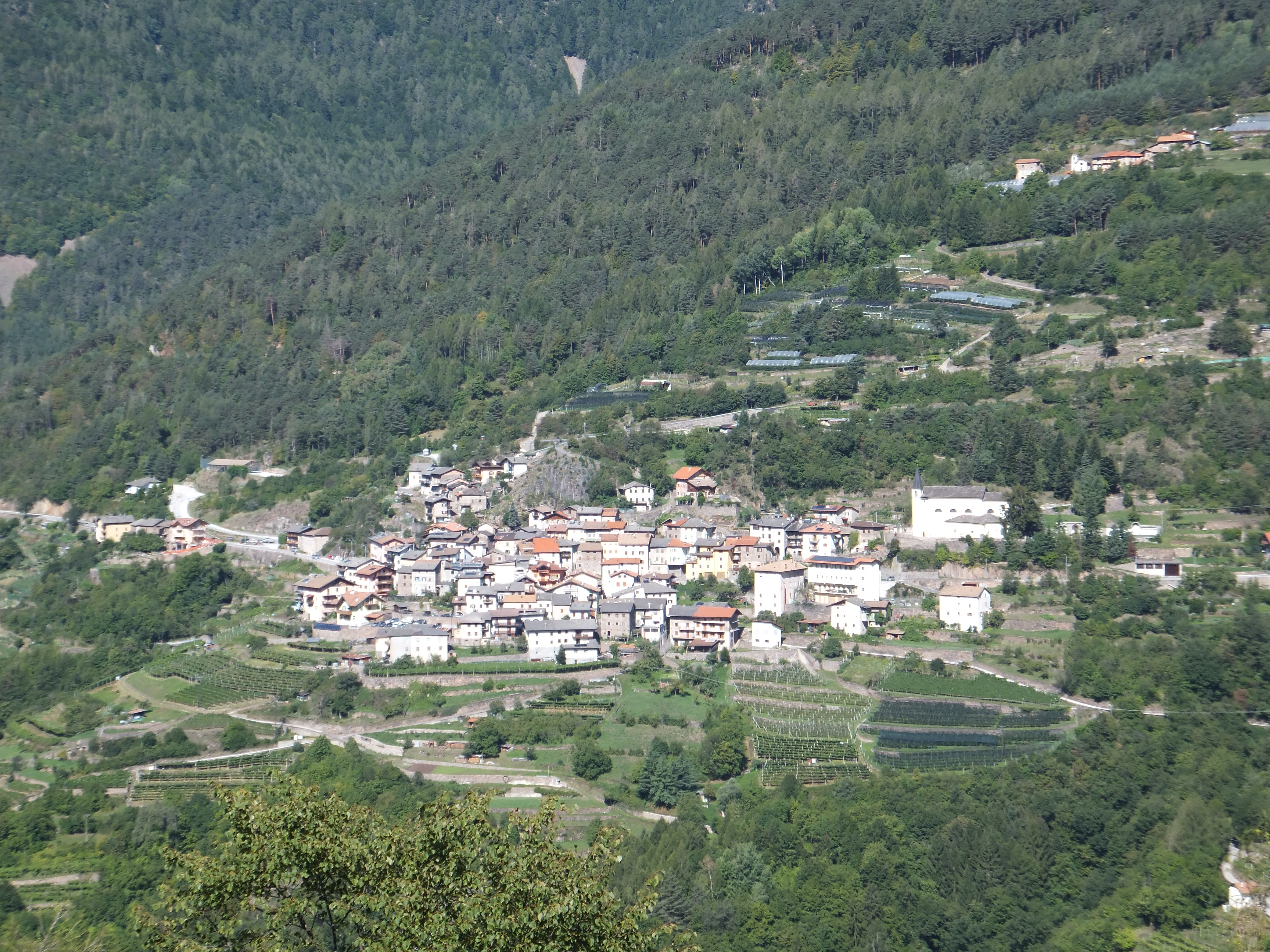
Foto panoramica de Valda